# Canthon curvodilatatus
Canthon curvodilatatus là một loài bọ cánh cứng trong họ Bọ hung (Scarabaeidae).